# Oloron-Sainte-Marie (Pyrénées-Atlantiques)
Oloron-Sainte-Marie is een gemeente in Frankrijk en tevens de hoofdstad (onderprefectuur) van het arrondissement Oloron-Sainte-Marie. De gemeente telde 10.658 inwoners op 1 januari 2022.

## Geschiedenis
Oloron-Sainte-Marie gaat terug op een Romeinse nederzetting (Iluro) die ontstond tijdens de eerste eeuw op de linkeroever van de Gave d'Aspe. De plaats lag op de Romeinse weg tussen Dax en Zaragoza en was een van de twaalf steden van Novempopulania. In de vierde eeuw verplaatste de bewoning zich naar een versterkte heuvel op de rechteroever van de rivier. Rond 500 onder de Visigoten werd dit de stad de zetel van een bisdom. De stad bleef bewoond doorheen de vroege middeleeuwen.

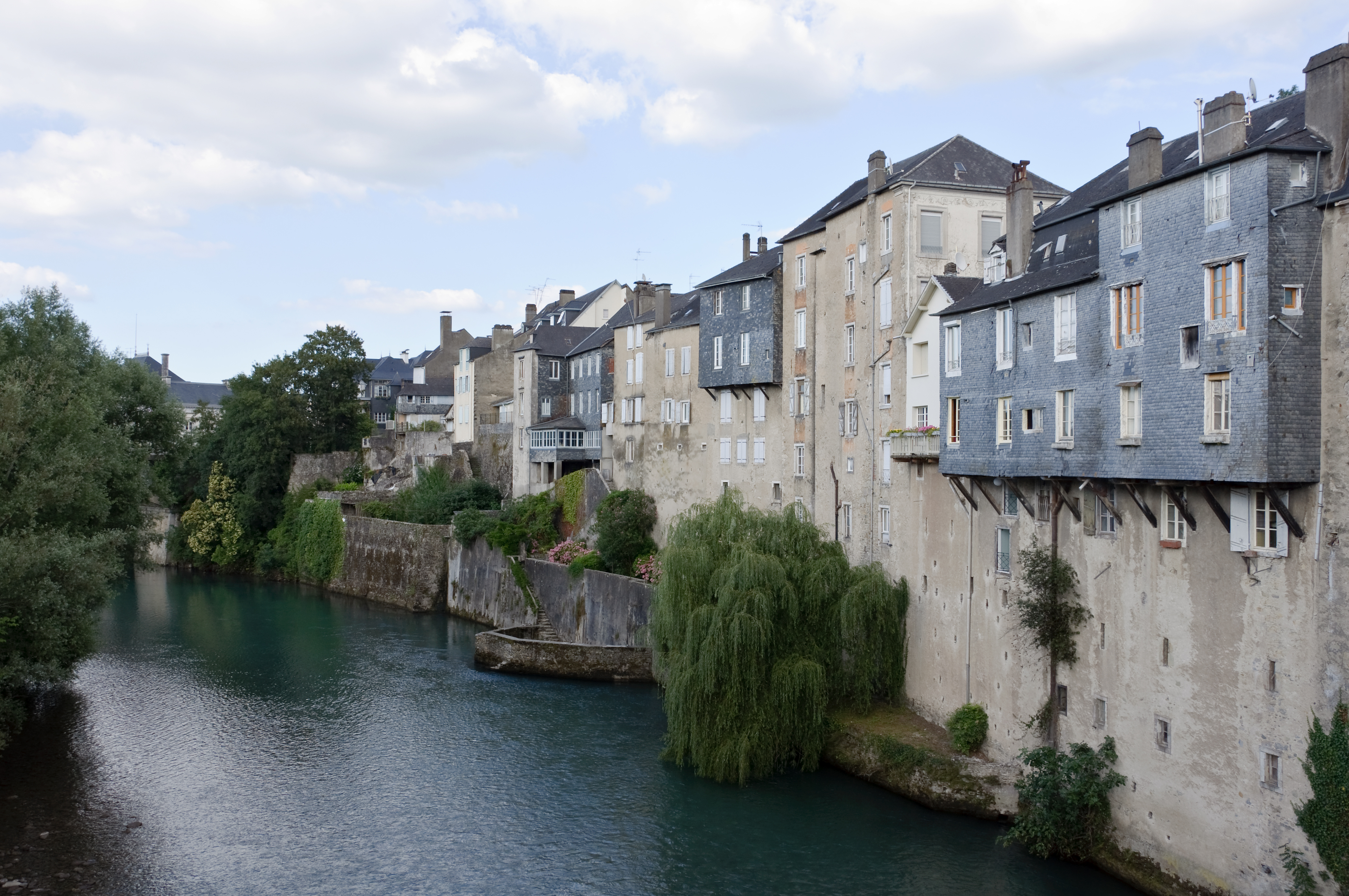
Huizen langs de Gave d'Aspe

In de elfde eeuw onderging de stad grote veranderingen. Bisschop Étienne de Lavedan stichtte in 1058 een kapel in de vlakte op de plaats van de vroegere Gallo-Romeinse stad. Deze kapel zou  in de twaalfde eeuw vervangen worden door de kathedraal Sainte-Marie. De ommuurde stad op de heuvel, Oloron, werd uitgebouwd tot een militair en commercieel centrum door Centullus V, de burggraaf van Béarn. Hij liet rond 1080 de stadsmuren herstellen en verleende een charter aan Oloron om de handel te bevorderen. Oloron werd een uitvalsbasis voor de reconquista van Aragón. In de 13e eeuw werd de bisschop heer van Sainte-Marie, nadat hij Gaston VI van Béarn had bijgestaan in een geschil met de paus.
De Reformatie kende veel aanhangers in de streek. Pas in de 18e eeuw werd de kerkelijke hiërarchie en macht hersteld door drie sterke bisschoppen, verwanten van elkaar: Joseph de Révol, Jean-François Chastelard de Montillet en François de Révol. Zij herstelden de kathedraal en bouwden een seminarie en de kerk Notre-Dame. Na de Franse Revolutie echter werd het bisdom afgeschaft en de plaats viel voortaan onder het bisdom Bayonne. Al in de 18e eeuw bloeide de textielnijverheid en ook de handel door de aanleg van betere wegen naar Spanje.
In 1858 werd Oloron en Sainte-Marie samengevoegd tot een gemeente. Er werd een nieuw gemeentehuis gebouwd.

## Geografie
De oppervlakte van Oloron-Sainte-Marie (Pyrénées-Atlantiques) bedraagt 68,31 vierkante kilometer; Op 1 januari 2022 was de bevolkingsdichtheid 156 inwoners per km².
Het ligt bij de rivieren Gave d'Ossau en Gave d'Aspe. 
De onderstaande kaart toont de ligging van Oloron-Sainte-Marie met de belangrijkste infrastructuur en aangrenzende gemeenten.

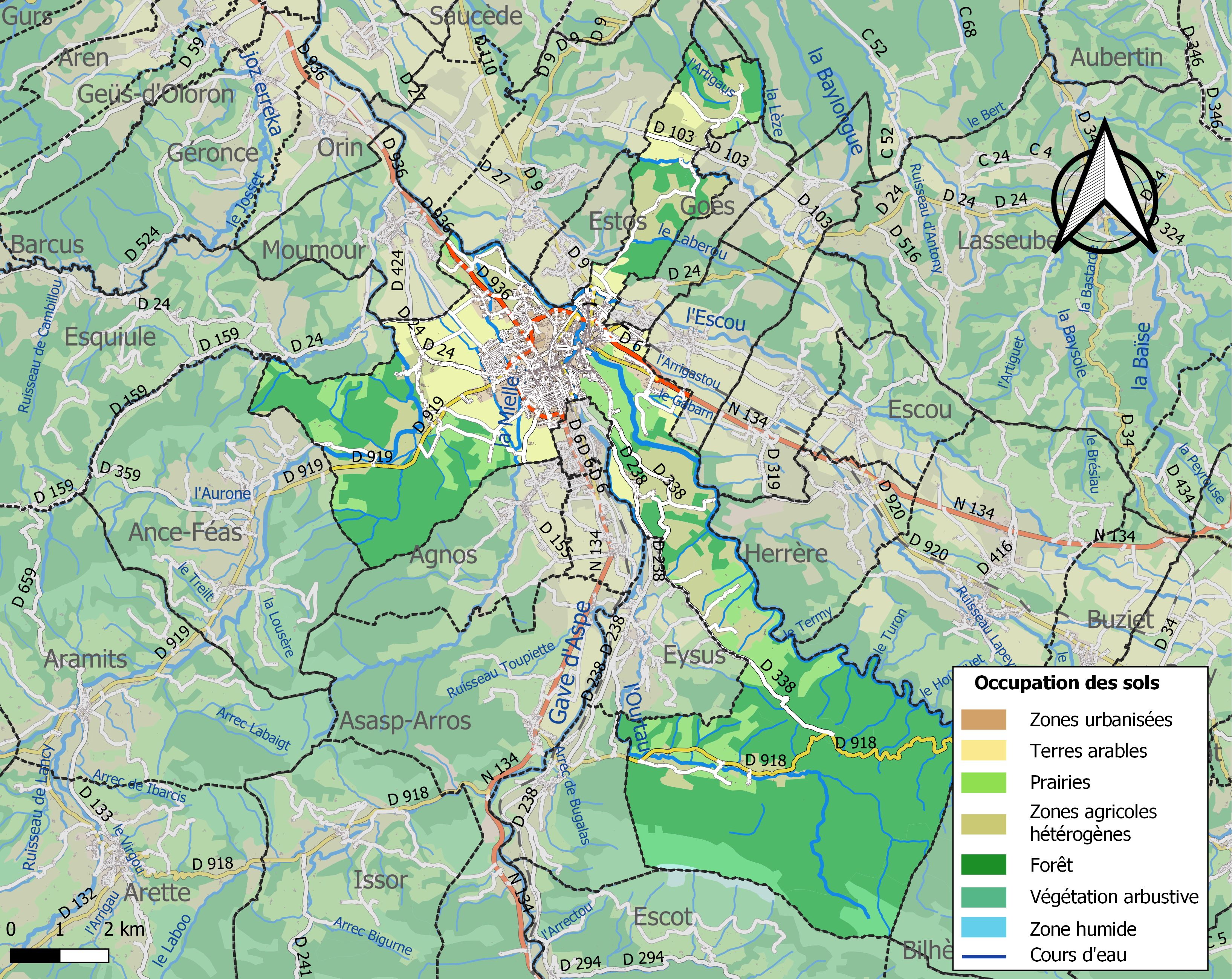

## Verkeer en vervoer
In de gemeente ligt spoorwegstation Oloron-Sainte-Marie.

## Demografie
Onderstaande figuur toont het verloop van het inwonertal.

## Bezienswaardigheden
De voormalige kathedraal Sainte-Marie d'Oloron heeft een romaans portaal
De gemeente telt vier musea:
- Maison du Patrimoine, streekmuseum met een collectie archeologische vondsten
- Tour de Grède
- Crypte Notre-Dame, collectie van sacrale kunst in de crypte van de kerk Notre-Dame
- Trésor de la Cathédrale, de kerkschat van de kathedraal, tentoongesteld in twee zijkapellen[5]

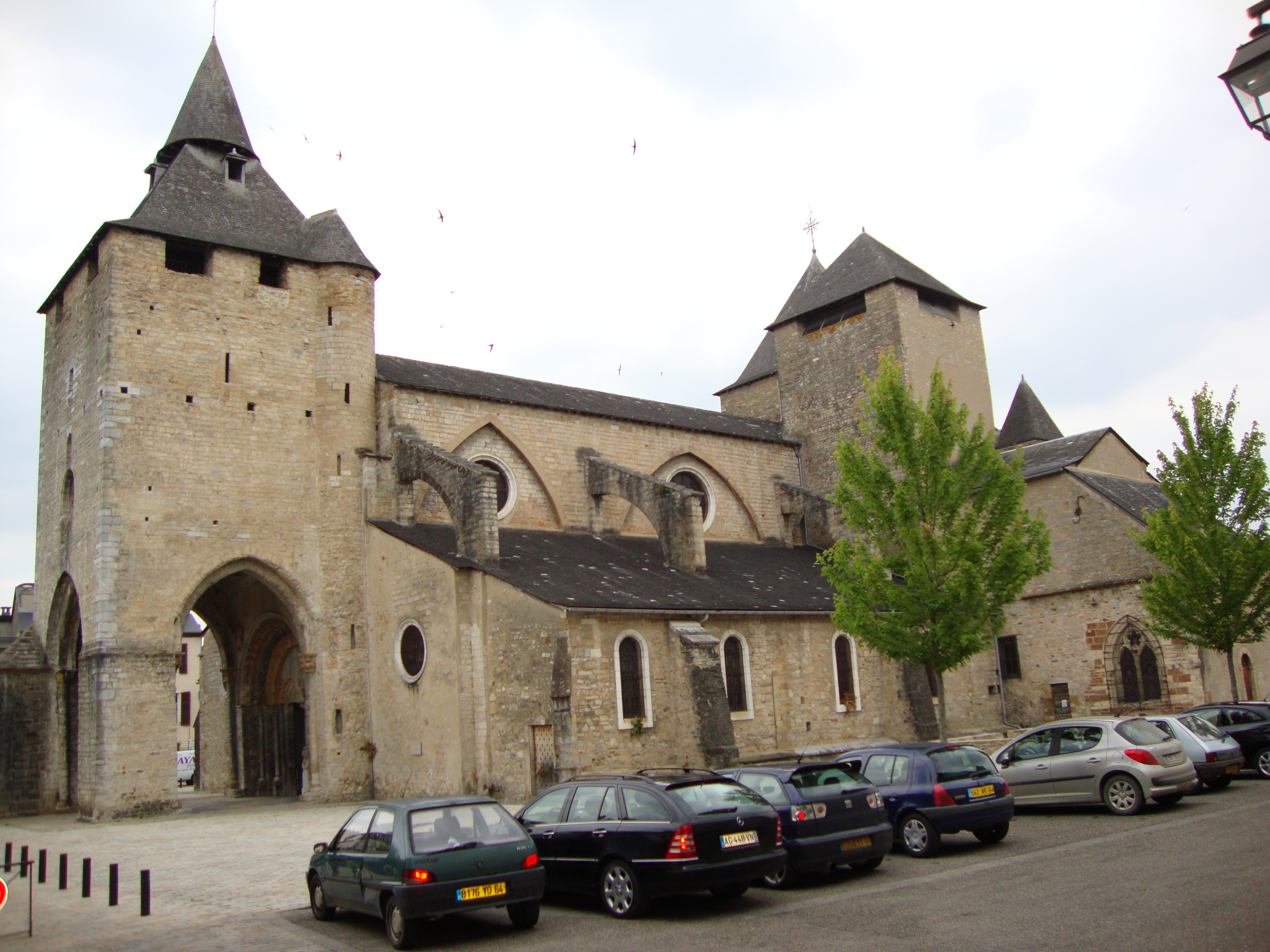
Kathedraal Sainte-Marie d'Oloron
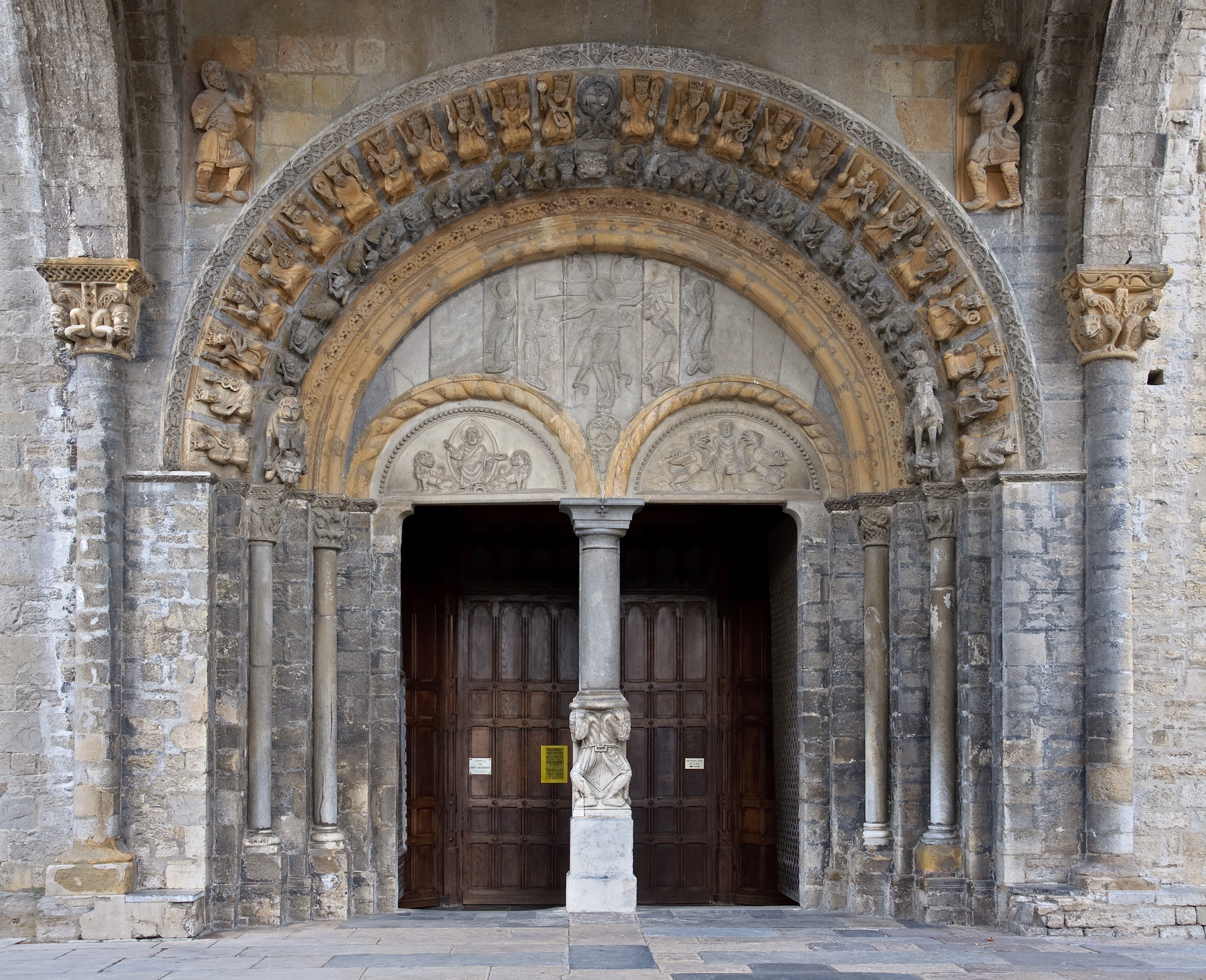
Portaal van de kathedraal
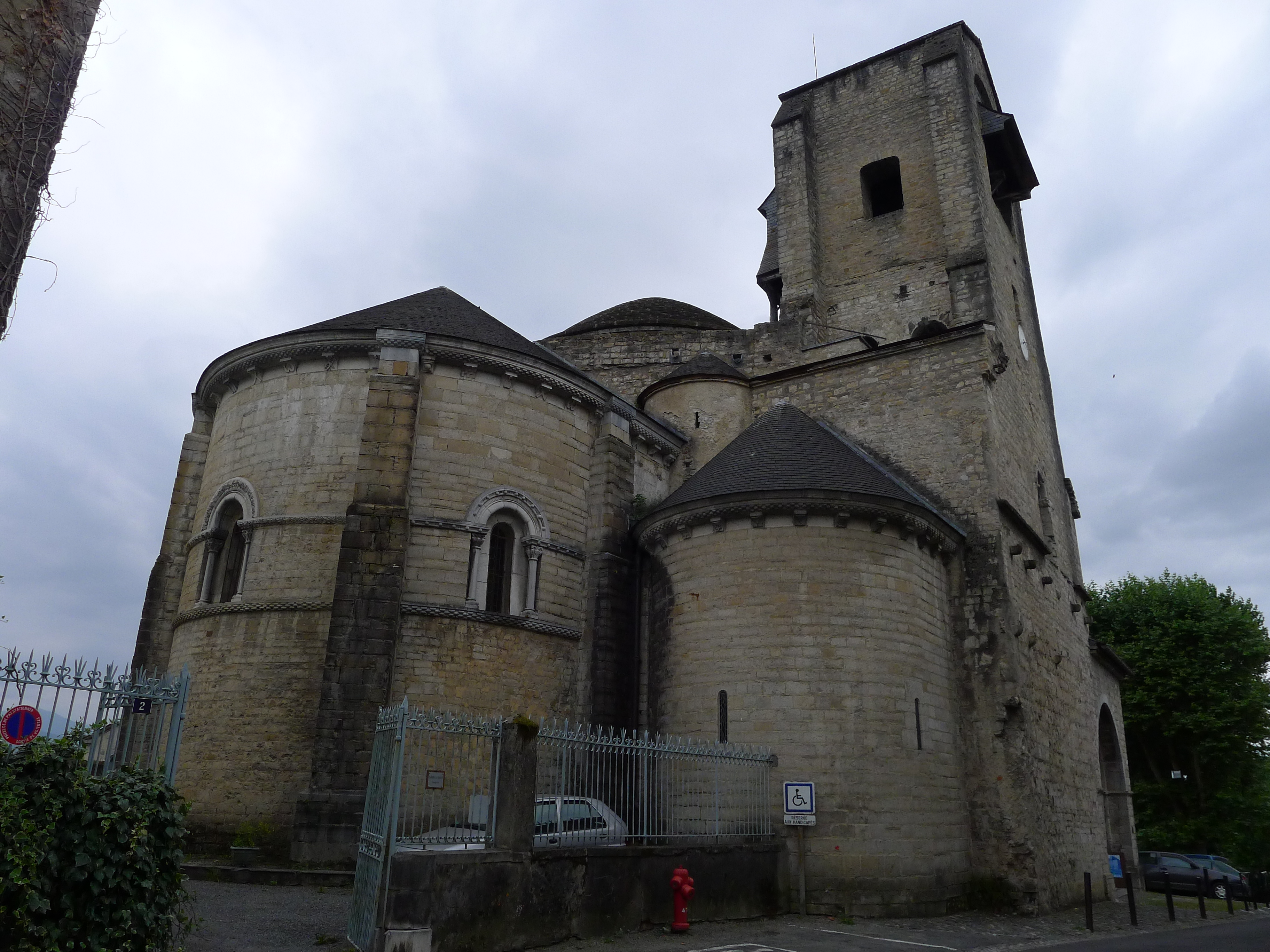
Kerk Sainte-Croix
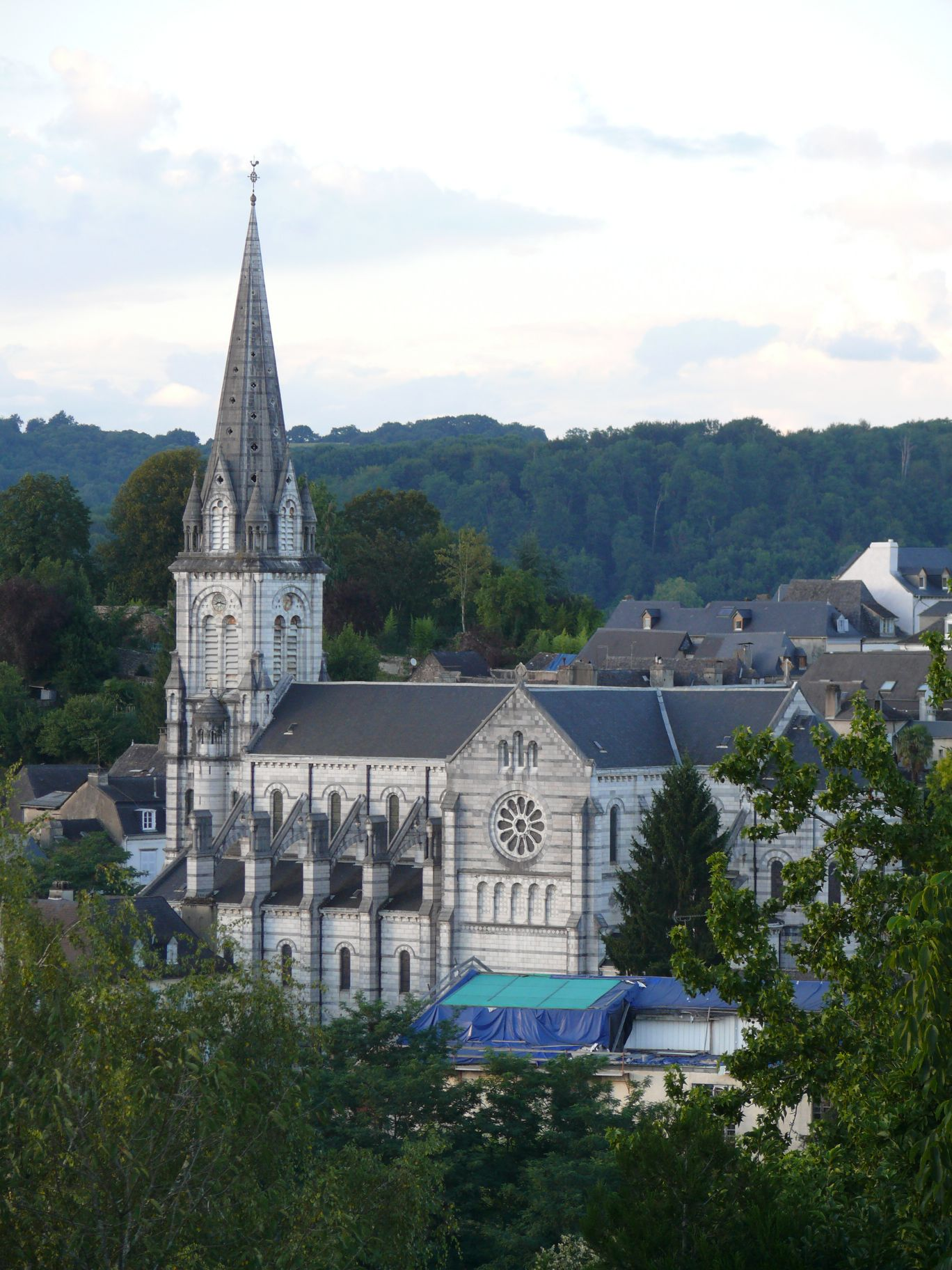
Kerk Notre-Dame
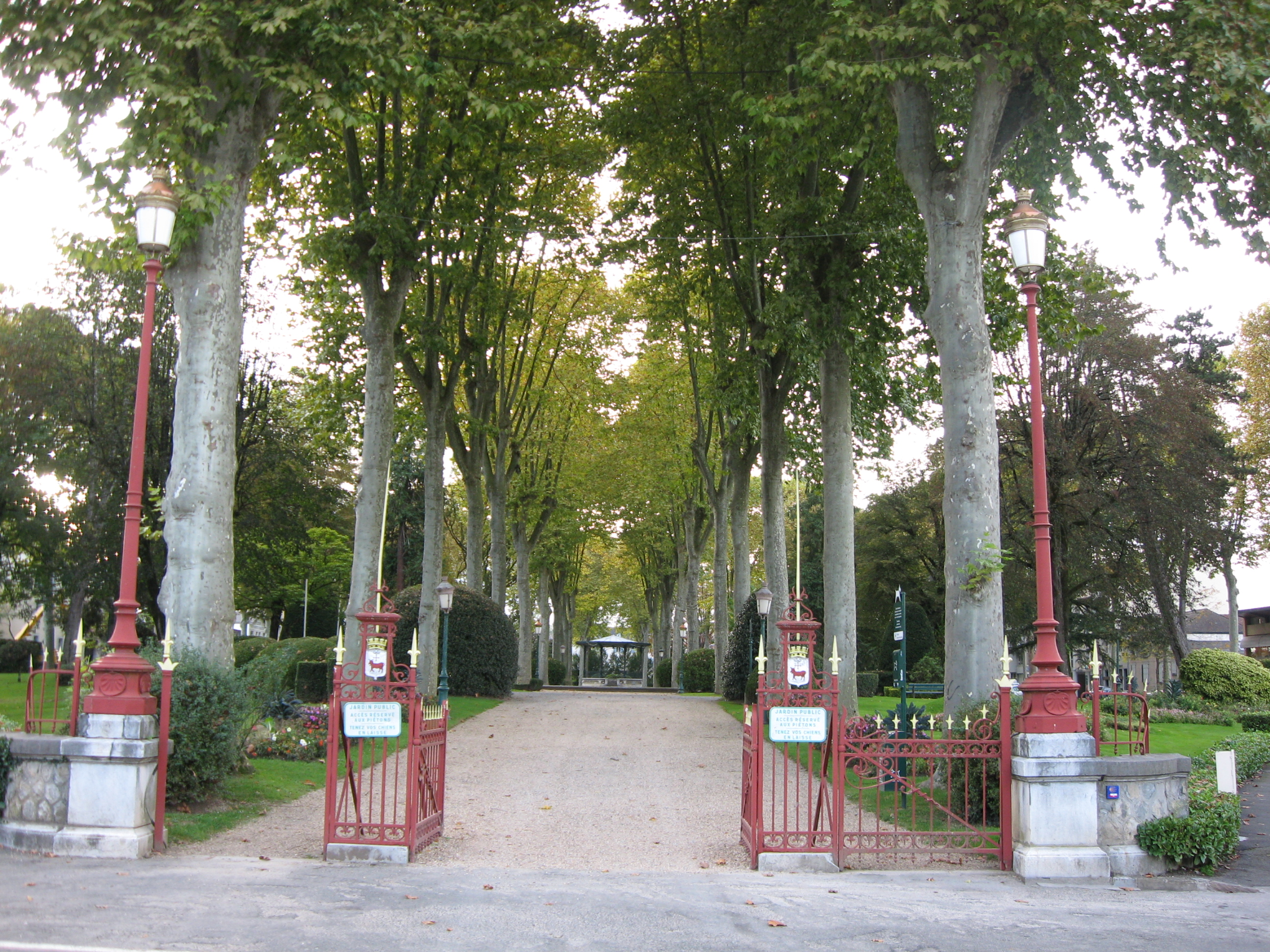
Stadspark
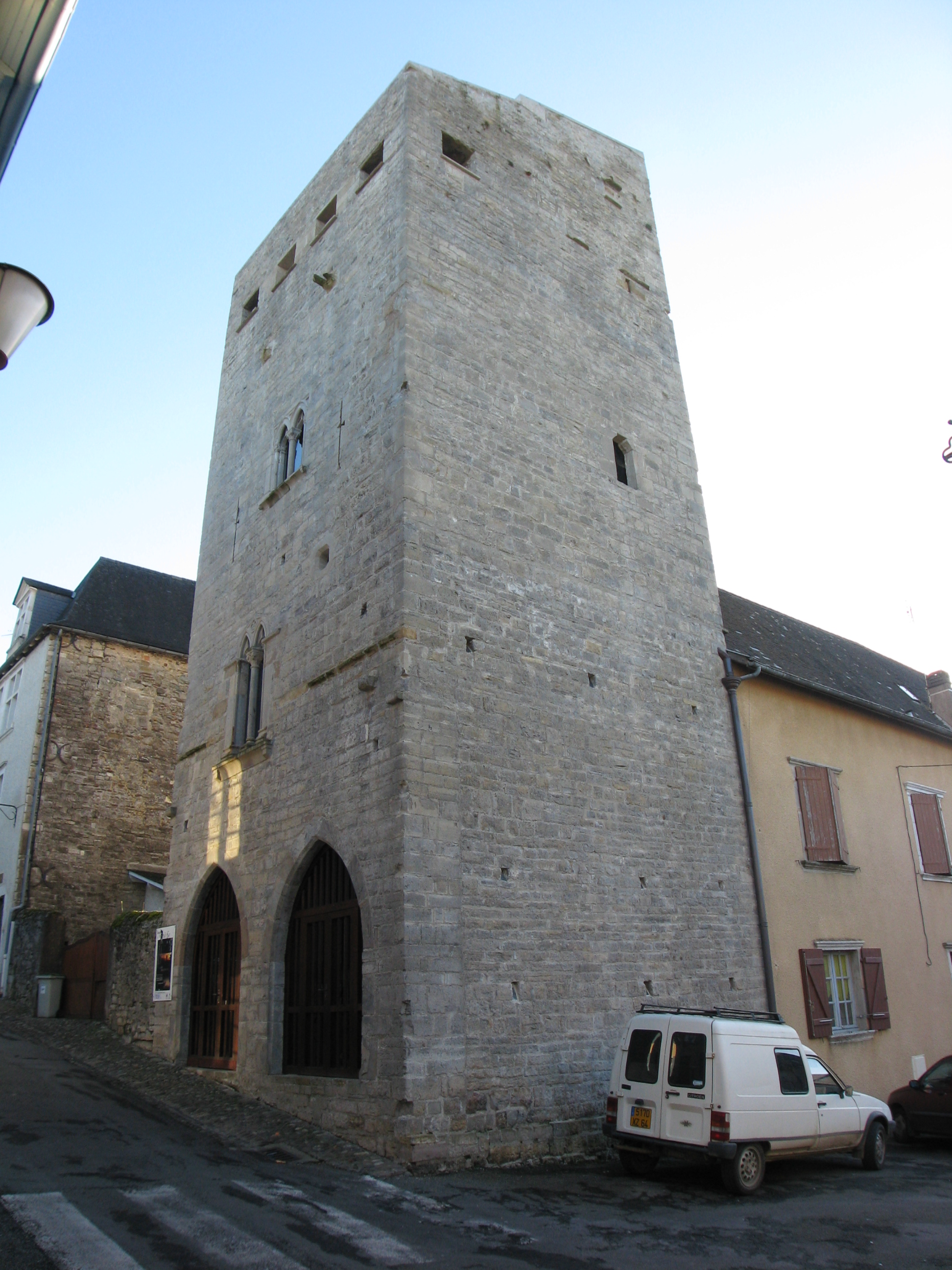
Tour de Grède
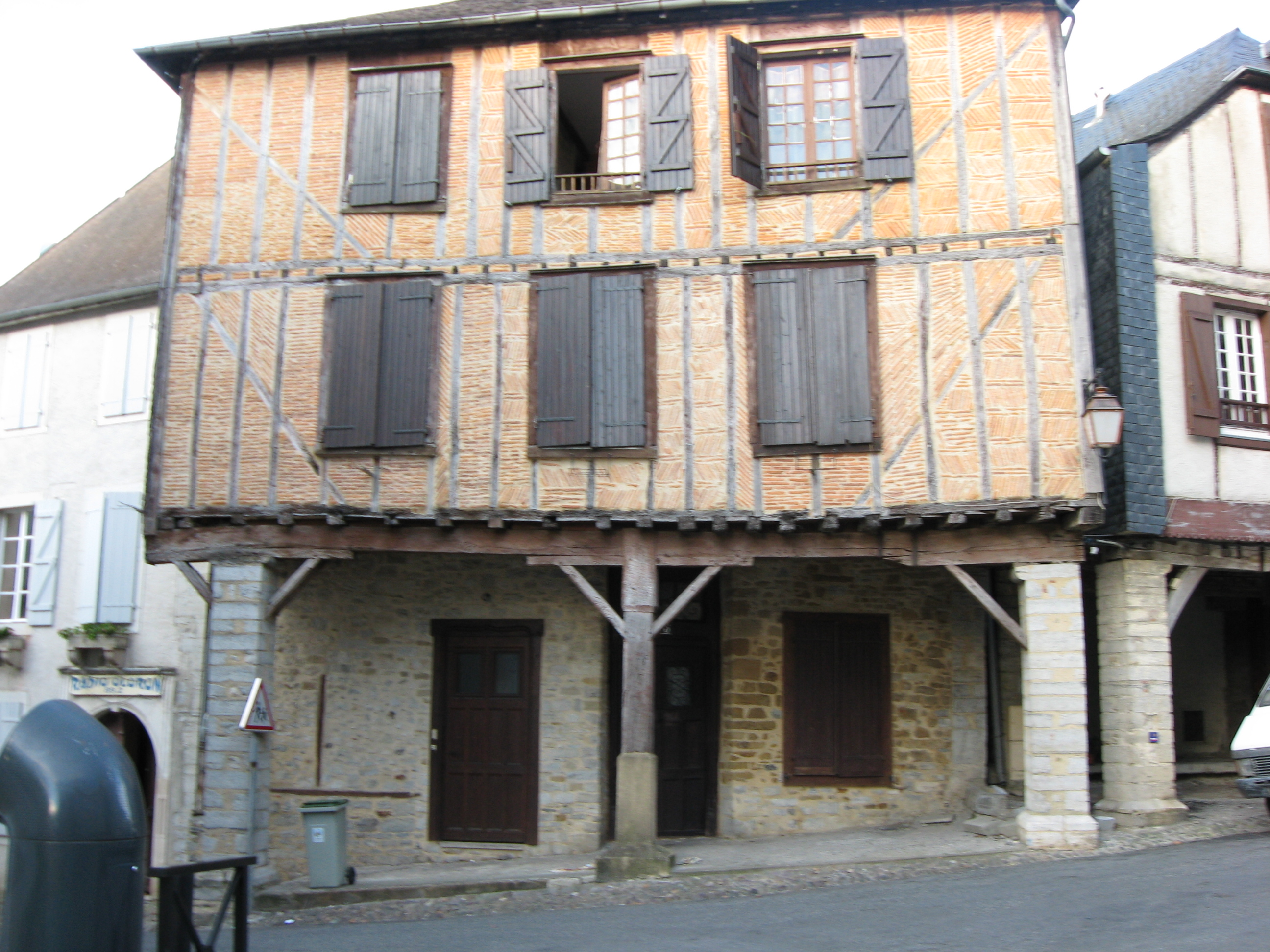
Vakwerkhuis
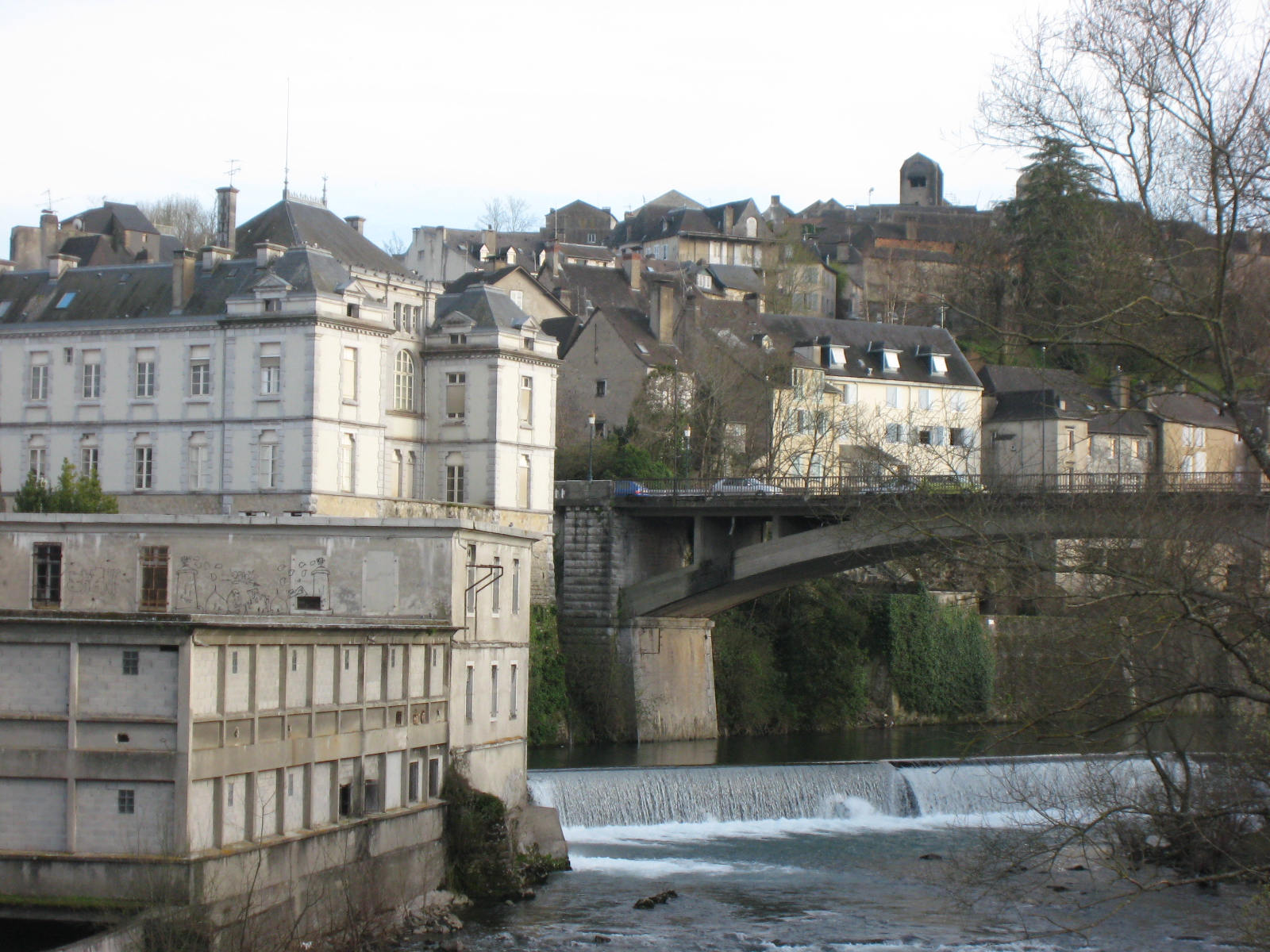
Pont de la Poste

## Geboren
- Xavier Navarrot (1799-1862), schrijver in het Occitaans
- Louis Barthou (1862-1934), politicus
- Pedro Tramullas (1937-2017), Spaans-Frans beeldhouwer